# Augusta (Itália)
Augusta é uma comuna italiana da região da Sicília, província de Siracusa, com cerca de 33 466 habitantes. Estende-se por uma área de 109,33 km², tendo uma densidade populacional de 307 hab/km².  Faz fronteira com Carlentini, Melilli.

## Demografia
| Variação demográfica do município entre 1861 e 2011                               |
|                                                                                   |
| Fonte: Istituto Nazionale di Statistica (ISTAT) - Elaboração gráfica da Wikipedia |